# Foreign Film List
Foreign Film List è una lista di film compilata nel 2006 e attribuita al regista Martin Scorsese. È inclusa in una lettera inviata al regista statunitense Colin Levy, in seguito diventato dipendente Pixar, dove ha collaborato al film Monsters University, e diffusa nel marzo 2012. Secondo Levy la missiva era accompagnata da alcuni libri e DVD (tra cui una copia di Un secolo di cinema - Viaggio nel cinema americano di Martin Scorsese).
I 39 film elencati sono esclusivamente opere non statunitensi e includono esponenti del neorealismo, della Nouvelle Vague e del Nuovo cinema tedesco. L'elenco contiene tre opere di Akira Kurosawa e di Rainer Werner Fassbinder. Nell'elenco sono assenti opere di Ingmar Bergman, Robert Bresson e Federico Fellini.

## Elenco dei film

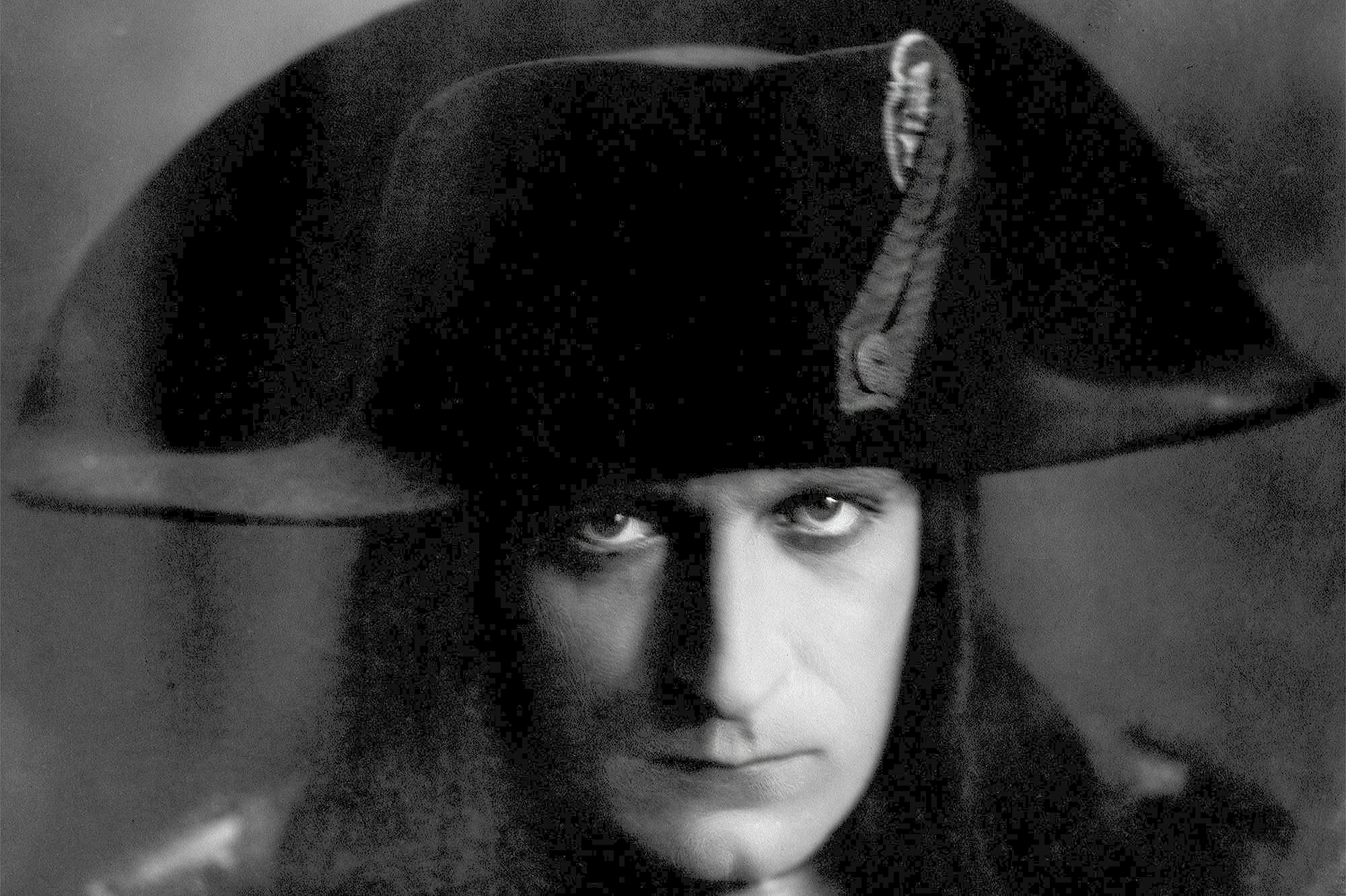
Colin Levy ha condiviso la lista nel marzo 2012 in occasione della proiezione del Napoleone (1927) di Abel Gance, nella versione restaurata di Kevin Brownlow, al Silent Film Festival di San Francisco

Nella lettera i film sono citati con il nome con cui sono distribuiti nel mercato statunitense, senza alcuna indicazione sul titolo originale, sull'anno o sul paese di produzione. Nel seguente elenco vengono riportati con il loro titolo italiano:
- Metropolis
- Nosferatu
- Il dottor Mabuse
- Napoleone
- La grande illusione
- La regola del gioco
- Amanti perduti
- Roma città aperta
- Paisà
- La terra trema
- Ladri di biciclette
- Umberto D.
- La bella e la bestia
- Viaggio a Tokyo
- Vivere
- I sette samurai

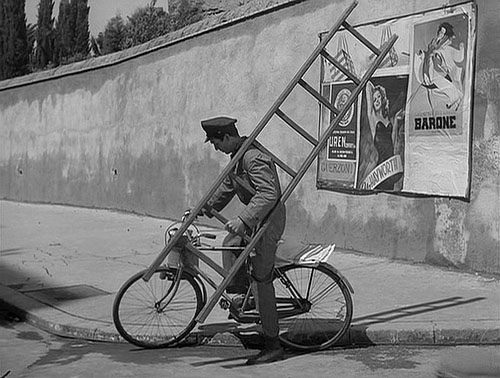
Al termine della visione di Napoleone, nella discussione su reddit relativa alla lista, Levy ha affermato che il film successivo sarebbe stato Ladri di biciclette

- I racconti della luna pallida d'agosto
- L'intendente Sansho
- Anatomia di un rapimento
- I soliti ignoti
- Rocco e i suoi fratelli
- I 400 colpi
- Tirate sul pianista
- Fino all'ultimo respiro
- Bande à part
- Il sorpasso
- L'avventura
- Blow-Up
- Prima della rivoluzione
- Il tagliagole
- Week End - Una donna e un uomo da sabato a domenica
- L'impiccagione
- Il mercante delle quattro stagioni
- La paura mangia l'anima
- Il matrimonio di Maria Braun
- Nel corso del tempo
- L'amico americano
- L'enigma di Kaspar Hauser
- Aguirre, furore di Dio